# Shiliu (köping i Kina, Jiangsu)
Shiliu (kinesiska: 石榴, 石榴镇) är en köping i Kina. Den ligger i provinsen Jiangsu, i den östra delen av landet, omkring 280 kilometer norr om provinshuvudstaden Nanjing. Antalet invånare är 63047. Befolkningen består av 31 610 kvinnor och 31 437 män. Barn under 15 år utgör 18,0 %, vuxna 15-64 år 72 %, och äldre över 65 år 8,0 %.
Genomsnittlig årsnederbörd är 1 024 millimeter. Den regnigaste månaden är juli, med i genomsnitt 321 mm nederbörd, och den torraste är januari, med 9 mm nederbörd.